# ناوشی ناکامورا
ناوشی ناکامورا (به انگلیسی: Naoshi Nakamura) بازیکن فوتبال اهل ژاپن و عضو تیم ملی فوتبال ژاپن است که در تاریخ ۰۹ اوت ۲۰۰۶ میلادی اولین بازی ملی‌اش را انجام داد. او در ۱ بازی ملی حضور داشت و آخرین بازی ملی خود را در تاریخ ۹ اوت ۲۰۰۶ میلادی انجام داد. ناوشی ناکامورا در بازی‌های ملی‌اش
گلی به ثمر نرساند.